# Lee Tae-seok
Lee Tae-seok (en coréen : 이태석), né le 28 juillet 2002 en Corée du Sud, est un footballeur international sud-coréen évoluant au poste d'arrière gauche à l'Austria Vienne.

## Biographie

### En club
Né en Corée du Sud, Lee Tae-seok est formé par le FC Séoul. Il joue son premier match en professionnel avec ce club, le 7 avril 2021, lors d'une rencontre de K League 1, face au Ulsan Hyundai FC. Il est titularisé et son équipe s'incline par trois buts à deux,.

### En sélection
Lee Tae-seok représente l'équipe de Corée du Sud des moins de 17 ans, avec laquelle il participe à la coupe du monde des moins de 17 ans en 2019. Lors de cette compétition organisée au Brésil il est titulaire au poste d'arrière gauche. Il écope toutefois de deux cartons jaunes et est donc expulsé lors du premier match contre Haïti (victoire 2-1 des Sud-coréens). Il manque donc le match suivant mais est de nouveau titularisé ensuite, aidant son équipe à atteindre les quarts de finale où elle est battue par le Mexique le 11 novembre 2019 (0-1 score final). Au total il compte sept matchs joués avec cette sélection, tous en 2019.

## Vie privée
Lee Tae-seok est le fils de Lee Eul-yong, ancien football international sud-coréen.